# Запис Панкалујића храст (Лазница село)
Запис Панкалујића храст (Лазница село) се налази на парцели чији је власник Панкалујић Марија.

## Локација
| Општина             | Жагубица                                                                    |
| Катастарска општина | Лазница село                                                                |
| Потес               | Ограде                                                                      |
| Координате          | 44° 16′ 48″ С; 21° 48′ 42″ И / 44.279899999999998° С; 21.811599999999999° И |
| Надморска висина    | 446m                                                                        |

## Карактеристике
Дендрометријске вредности утврђене на терену и сателитским снимцима:
| Стабло                     | Храст |
| Висина стабла              | m     |
| Обим дебла                 | m     |
| Пречник крошње             | 8m    |
| Пречник дебла              | m     |
| Висина дебла до прве гране | m     |

## База записа
Запис је у оквиру Викимедија пројекта "Запис - Свето дрво" заведен под редним бројем 0954.